# 心叶橐吾
心叶橐吾（学名：Ligularia microcardia）是菊科橐吾属的植物，为中国的特有植物。分布于中国大陆的云南等地，生长于海拔4,360米的地区，一般生于灌丛，目前尚未由人工引种栽培。